# Nokia 500

Nokia 500 este produsă de compania Nokia. Este dotat cu un procesor ARM 11 de 1 GHz, memoria internă este de 2 GB și suportă carduri microSD de până la 32 GB.

## Design
Pe panoul frontal este ecranul capacitiv de 3.2 inch TFT, cu cele 3 butoane: butonul de apel, butonul Meniu/Acasă și apelul de respingere apel.
În partea stângă se află cardul SD și cartela SIM care este sub baterie.  
Partea dreaptă sunt rocker-ul de volum și butonul de blocare/deblocare.
Pe partea de sus a telefonului, putem găsim portul Pin Hole Nokia portul de încărcare, port micro-USB, mufa audio de 3.5 mm.
Partea din spate a telefonului găzduieste camera de 5MP.

## Conectivitate
Nokia 500 are 14.4 Mbits HSDPA ceea ce înseamnă că se poate utiliza orice rețea GSM de pe glob.
Este echipat cu Wi-Fi, mufă audio de 3.5 mm Bluetooth, micro-USB, slot card microSD, radio FM cu RDS și A-GPS și cu Nokia Maps care înseamnă că puteți utiliza comenzi vocale pentru navigare offline în peste de 90 de țări din întreaga lume.

## Multimedia
Playerul video suportă DivX, XviD și MP4 nu poate reda 720p. 
500 are suport RDS și scanarea automată pentru o frecvență alternativă. 
Nokia 500 este echipat cu o camera de 5 megapixeli pentru o rezoluție maximă a imaginii de 2592 x 1944 pixeli nu are focalizare automată și bliț.

## Caracteristici
- Quad-band GSM/GPRS/EDGE
- 3G cu HSDPA 14.4 Mbps și HSUPA 5,76 Mbps
- Ecran de 3.2 inchi până 16 milioane de culori TFT touchscreen de 640 x 360 pixeli rezoluție
- 5 megapixeli fix-focus si inregistrare video VGA @ 15fps; geotagging
- Sistem de operare Symbian OS Anna
- Procesor ARM 11 de 1 GHz și 256 MB RAM
- Wi-Fi 802.11 b/g
- Receptor GPS cu suport A-GPS
- Busolă digitală
- Slot pentru card microSD
- Suport video DivX și XviD
- Accelerometru și senzor de proximitate
- Mufă audio de 3.5 mm
- Radio FM stereo cu RDS
- Port microUSB
- Suport Flash și Java pentru browser-ul web
- Bluetooth stereo 2.1
- Smart Dialing și comenzi vocale
- Rețele sociale de integrare
- Capace interschimbabile din spate